# Probles antennalis
Probles antennalis är en stekelart som beskrevs av Horstmann 1981. Probles antennalis ingår i släktet Probles och familjen brokparasitsteklar. Inga underarter finns listade i Catalogue of Life.